# Copacabana (boate)
O Copacabana (muitas vezes referido apenas como The Copa) foi um famoso nightclub e cabaré novaiorquino, inaugurado em 10 de novembro de 1940.
Muitos artistas, como Danny Thomas e Pat Cooper, e comediantes, como Joey Bishop, George Carlin, Pat Cooper, Rodney Dangerfield, Jimmy Durante, Jackie Gleason, Buddy Hackett, Jack E. Leonard ou Jerry Lewis, apresentaram-se ou iniciaram suas carreiras no "Copa". 
A canção de 1978, "Copacabana" foi assim nomeada em homenagem ao nightclub. Foi o set de filmes como Copacabana, Goodfellas, Raging Bull,  Tootsie, Carlito's Way, Martin and Lewis e Beyond the Sea.
Funcionou inicialmente no 10 East da 60th Street. Mais tarde ficou temporariamente na Columbus 72, na Columbus Avenue e na 72nd Street.
Seu símbolo era um rosto de mulher, com adereços similares a Carmen Miranda. Na década de 1970 funcionou como típica discoteca.